# Presbiterianismo na Bahia
O presbiterianismo na Bahia é, demograficamente, a terceira maior família denominacional protestante histórica, segundo o censo brasileiro de 2020, atrás apenas dos grupos batistas e adventistas, correspondendo a 0,28% da população baiana.

## História
O presbiterianismo chegou à Bahia em  1871, quando o missionário maçom alemão Francis Joseph Christopher Schneider mudou-se de São Paulo para Salvador. Em abril de 1872, o primeiro batismo presbiteriano foi realizado. Em 1877, o missionário voltou aos Estados Unidos. O reverendo George Whitehill Chamberlain assumiu o trabalho de pastoreio desta igreja em 1892.
Em 1894, foi fundado o primeiro colégio presbiteriano do Estado e nos anos seguintes, igrejas foram fundadas em Feira de Santana (1896), Rui Barbosa (1899), Morro do Chapéu (1903), Senhor do Bonfim (1904), Cachoeira (1904), Canal (1904), Mucugê (1904) — à época chamado de São João do Paraguaçu —, Wagner (1906), Belmonte (Bahia) (1910), Caetité (1910) e Prado (1914).

## Denominações

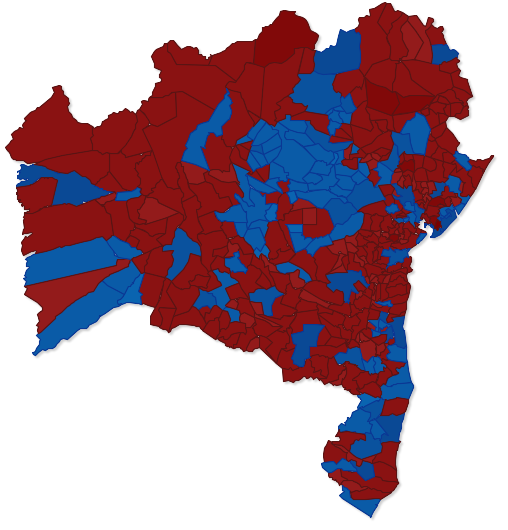
Em azul, municipios com igrejas federadas à Igreja Presbiteriana do Brasil na Bahia

- Igreja Presbiteriana do Brasil — é a maior denominação presbiteriana na Bahia. É constituída no Estado por 5 sínodos, a saber: Sínodo Bahia, Sínodo Central Bahia, Sínodo Noroeste da Bahia, Sínodo Oeste da Bahia e Sínodo Sul da Bahia que juntos possuem 21 presbitérios localizados na Bahia e aproximadamente 165 igrejas e congregações federadas em todo o Estado.[6][7][8]
- Igreja Presbiteriana Independente do Brasil — teve sua primeira igreja fundada em Salvador em 1946 e desde então está presente no Estado.[2]
- Igreja Presbiteriana Conservadora do Brasil — tem um presbitério no Estado, o Presbitério de Piratininga, que possui igrejas/congregações e pontos de pregação em: Conceição da Feira, Feira de Santana, Senhor do Bonfim (Bahia), São Gonçalo dos Campos, Baixa Grande, Santa Bárbara (Bahia).[9]
- Igreja Presbiteriana Unida do Brasil — tem um presbitério no Estado, o Presbitério de Salvador, que possui igrejas em: Caetité, Governador Mangabeira, Muritiba e Salvador.[10][11]
- Igreja Presbiteriana Fundamentalista do Brasil — tem uma igreja em Juazeiro, fundada em 2008.[12]